# Hrvatska (Zagreb, 1900.)
Hrvatska je bio hrvatski dnevnik iz Zagreba. 
Izlazile su od 3. prosinca 1900. do 1908. godine, svakim danom osim nedjelje. 
Nastavljale su baštinu dnevnika Hrvatske domovine.
Uređivali su ih: 
- Dragutin Tkalčić
- Fran Folnegović
- August Harambašić
- Angjeo Gjurski

Na baštinu dnevnika Hrvatske nastavlja se dnevni list Hrvatska sloboda.